# Paul Weiland
Paul Weiland (* 11. červenec 1953, Londýn) je anglický filmový a televizní režisér. Započal svou kariéru v roce 1973 v londýnské reklamní agentuře. Hrál v mnoha filmech, jako např. Jak ukrást nevěstu, Starosti s Mr. Beanem, Roseannin hrob, Rok'66 a další. V roce 1987 obrátil svou pozornost k dramatické tvorbě.